# Ebrach
Ebrach este o comună-târg din districtul  Bamberg, regiunea administrativă Franconia Superioară, landul Bavaria, Germania.

### Istoric
Localitatea s-a format în jurul Mănăstirii Ebrach, atestată documentar din anul 1127.